# هالیس (خواننده)
هالیس وانگ که به نام هالیس شناخته می‌شود، خواننده، ترانه‌سرا و تهیه‌کننده خلاق آمریکایی است. او بیشتر به خاطر بازی در " دیوارهای سفید "، آهنگی از مککلمور و رایان لوئیس، که در آن دانش آموز کیو نیز حضور داشت، شناخته شده‌است.
هالیس نامزد جوایز گرمی ۲۰۱۴ برای ترانه‌سرایی و آواز در آلبوم مکلمور و رایان لوئیس، The Heist شد.